# Бишофсвизен
Бишофсвизен (њем. Bischofswiesen) општина је у њемачкој савезној држави Баварска. Једно је од 15 општинских средишта округа Берхтесгаденер Ланд. Према процјени из 2010. у општини је живјело 7.467 становника. Посједује регионалну шифру (AGS) 9172117.

## Географски и демографски подаци
Бишофсвизен се налази у савезној држави Баварска у округу Берхтесгаденер Ланд. Општина се налази на надморској висини од 610 метара. Површина општине износи 34,5 km².

## Становништво
У самом мјесту је, према процјени из 2010. године, живјело 7.467 становника. Просјечна густина становништва износи 217 становника/km².